# Hieracium sternbergianum
Hieracium sternbergianum — вид квіткових рослин з родини айстрових (Asteraceae). Вид зростає в Європі: Польща; це багаторічна рослина помірних біомів.